# Taki Taki (пісня)
«Taki Taki» — пісня французького музиканта DJ Snake з американською співачкою Селеною Гомес, пуерториканським співаком Ozuna і американським репером Cardi B. Сингл вийшов 28 вересня 2018 року. Після прем'єри 9 жовтня 2018 року, кліп пісні став одним з десяти перших відео, які найшвидше досягли 100 мільйонів переглядів в YouTube.
Крім того, сингл досягнув номера один в Аргентині, Болівії, Колумбії, Домініканській Республіці, Сальвадорі, Греції, Гватемалі, Гондурасу, Нікарагуа, Панамі, Перу, Португалії, Іспанії та Венесуелі; пісня потрапила в топ-10 у Бельгії, Канаді, Чилі, Коста-Риці, Чехії, Данії, Еквадорі, Франції, Німеччині, Угорщині, Італії, Малайзії, Нідерландах, Парагваї, Сінгапурі, Словаччині, Швеції та Швейцарії; а також у топ-20 в Австрії, Фінляндії, Ірландії, Лівані, Новій Зеландії, Норвегії, Румунії, Сполученому Королівстві та Сполучених Штатах.

## Чарти
| Чарт (2018)                                  | Найвища позиція |
| -------------------------------------------- | --------------- |
| Argentina (Argentina Hot 100)                | 1               |
| Argentina Airplay (Monitor Latino)           | 4               |
| Австралія (ARIA)                             | 24              |
| Australia Dance (ARIA)                       | 6               |
| Австрія (Ö3 Austria Top 75)                  | 13              |
| Бельгія (Ultratop Flanders)                  | 15              |
| Бельгія (Ultratop Wallonia)                  | 8               |
| Bolivia (Monitor Latino)                     | 1               |
| Канада (Canadian Hot 100)                    | 7               |
| Chile (Monitor Latino)                       | 2               |
| Colombia (Monitor Latino)                    | 1               |
| Colombia (National-Report)                   | 2               |
| Costa Rica (Monitor Latino)                  | 4               |
| Croatia (HRT)                                | 24              |
| Чехія (Singles Digitál Top 100)              | 8               |
| Denmark (Tracklisten)                        | 9               |
| Dominican Republic (Monitor Latino)          | 1               |
| Ecuador (National-Report)                    | 7               |
| El Salvador (Monitor Latino)                 | 1               |
| Фінляндія (Suomen virallinen lista)          | 11              |
| France (SNEP)                                | 3               |
| Німеччина (Official German Charts)           | 8               |
| Greece (Digital Singles Chart)               | 1               |
| Guatemala (Monitor Latino)                   | 1               |
| Honduras (Monitor Latino)                    | 1               |
| Угорщина (Single Top 40)                     | 7               |
| Угорщина (Stream Top 40)                     | 3               |
| Ireland (IRMA)                               | 16              |
| Israel (Media Forest)                        | 1               |
| Italy (FIMI)                                 | 2               |
| Японія (Japan Hot 100)                       | 97              |
| Latvia (Latvijas Top 40)                     | 26              |
| Lebanon (Lebanese Top 20)                    | 18              |
| Malaysia (RIM)                               | 6               |
| Нідерланди (Dutch Top 40)                    | 4               |
| Нідерланди (Mega Single Top 100)             | 3               |
| New Zealand (Recorded Music NZ)              | 12              |
| Nicaragua (Monitor Latino)                   | 1               |
| Norway (VG-lista)                            | 15              |
| Panama (Monitor Latino)                      | 1               |
| Paraguay (Monitor Latino)                    | 2               |
| Peru (Monitor Latino)                        | 1               |
| Португалія (AFP)                             | 1               |
| Romania (Airplay 100)                        | 17              |
| Шотландія (Official Charts Company)          | 38              |
| Singapore (RIAS)                             | 3               |
| Словаччина (IFPI)                            | 99              |
| Словаччина (Singles Digitál Top 100)         | 5               |
| Spain (PROMUSICAE)                           | 1               |
| Sweden (Sverigetopplistan)                   | 10              |
| Швейцарія (Media Control AG)                 | 3               |
| Велика Британія (Official Charts Company)    | 15              |
| Велика Британія (UK Dance Chart)             | 5               |
| США (Billboard Hot 100)                      | 11              |
| США (Hot Dance Club Songs) (Billboard)       | 17              |
| США (Hot Dance/Electronic Songs) (Billboard) | 2               |
| США (Hot Latin Songs) (Billboard)            | 1               |
| США (Mainstream Top 40) (Billboard)          | 27              |
| США (Rhythmic) (Billboard)                   | 27              |
| Venezuela (Monitor Latino)                   | 1               |
| Venezuela (National-Report)                  | 3               |

## Сертифікації
| Регіон                                                      | Сертифікація          | Продажі   |
| ----------------------------------------------------------- | --------------------- | --------- |
| Австралія (ARIA)                                            | 2× Платиновий         | 140 000   |
| Австрія (IFPI Austria)                                      | Платиновий            | 30 000    |
| Бельгія (BEA)                                               | Платиновий            | 40 000    |
| Канада (Music Canada)                                       | 3× Платиновий         | 240 000   |
| Данія (IFPI Denmark)                                        | Платиновий            | 90 000    |
| Франція (SNEP)                                              | Діамантовий           | 333 333   |
| Німеччина (BVMI)                                            | Платиновий            | 400 000   |
| Італія (FIMI)                                               | 2× Платиновий         | 100 000   |
| Мексика (AMPROFON)                                          | 3× Платиновий+Золотий | 210 000   |
| Нова Зеландія (RIANZ)                                       | Золотий               | 15 000    |
| Норвегія (IFPI Norway)                                      | 2× Платиновий         | 120 000   |
| Польща (ZPAV)                                               | 3× Платиновий         | 150 000   |
| Португалія (AFP)                                            | 3× Платиновий         | 30 000    |
| Іспанія (PROMUSICAE)                                        | 3× Платиновий         | 120 000   |
| Велика Британія (BPI)                                       | Платиновий            | 600 000   |
| США (RIAA)                                                  | 4× Платиновий         | 4 000 000 |
| продажі+прослуховування, що базуються лише на сертифікаціях |                       |           |